# Тони Волф
Тони (Антония Анна) Волф (на немски: Toni (Antonia Anna) Wolff) е била пациент, а по-късно и студентка и любовница на Карл Юнг. Волф по-късно става юнгиански аналитик. Нейната извънбрачна връзка с Юнг открито се разпростира около 10 години. Юнг се оглежда за „жената анима“, накрая започва да нарича Тони своята „втора жена“, докато първата му жена е Ема Юнг.
По време на своята психоаналитична кариера Тони Волф се фокусира върху анализа и публикува сравнително малко. Нейната най-добре позната публикация е есе върху четирите „типа“ или аспекта на женското психе: Амазонката, Майката, Хетерата и Медиалата .